# George Szirtes

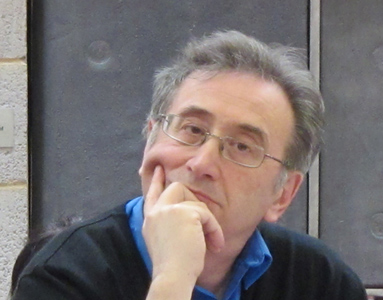
George Szirtes (2011)

George Szirtes (geboren 29. November 1948 in Budapest) ist ein ungarisch-britischer Dichter, Schriftsteller und Übersetzer.

## Leben
George Szirtes’ Mutter wurde 1944 als Jüdin aus Ungarn deportiert und überlebte die Haft im KZ Ravensbrück und die Zwangsarbeit im KZ-Außenlager Penig. Seine Familie floh 1956 nach der Niederschlagung des ungarischen Volksaufstands nach Großbritannien. Szirtes studierte in London und Leeds.
Szirtes schreibt in englischer Sprache Gedichte, die seit 1973 in Zeitschriften erschienen. Sein erster Gedichtband The Slant Door erschien 1979 und erhielt 1980 den Geoffrey Faber Memorial Prize. Für seine Lyrik erhielt er neben anderen Auszeichnungen 1984 den Cholmondeley Award und 2004 den T. S. Eliot Prize. Er verfasste auch Kinderbücher.
Szirtes übersetzt ungarische Literatur ins Englische, darunter Werke von Autoren wie Imre Madách, Dezsö Kosztolányi, Gyula Krúdy, Ágnes Nemes Nagy, Sándor Márai, Ferenc Karinthy und Magda Szabó. 2013 erhielt er für die Übersetzung von László Krasznahorkais Roman Satanstango den US-amerikanischen Best Translated Book Award; 2015 erhielt Krasznahorkai den Man Booker International Prize und seine Übersetzer Ottilie Mulzet und George Szirtes wurden gleichzeitig mit einem Preis für ihre Übersetzungen von Krasznahorkais Werken ausgezeichnet. 2020 wurde Szirtes der Biography Award des James Tait Black Memorial Prize für The Photographer at Sixteen zuerkannt.
Szirtes ist Herausgeber mehrerer Gedichtanthologien, Ehrendoktor der University of East Anglia und Ehren-Fellow am Goldsmiths, University of London. Darüber hinaus gehört er dem renommierten Gremium für die Vergabe des Hawthornden-Preises an, dem ältesten Literaturpreis in Großbritannien. Mit seiner Frau Clarissa Upchurch gab er die Zeitschrift „Starwheel Press“ heraus.

## Werke
- The Slant Door. Secker & Warburg, 1979
- November and May. Secker & Warburg, 1981
- Short Wave. Secker & Warburg, 1984
- The Photographer in Winter. Secker & Warburg, 1986
- Metro. OUP, 1988
- Bridge Passages. OUP, 1991
- Blind Field. OUP, 1994
- Selected Poems. OUP, 1996
- The Red All Over. Riddle Book. Kinderbuch. Faber, for children, 1997
- Portrait of my Father in an English Landscape. OUP, 1998
- The Budapest File. Bloodaxe, 2000
- An English Apocalypse. Bloodaxe, 2001
- A Modern Bestiary with artist Ana Maria Pacheco. Pratt Contemporary Art 2004
- Reel. Bloodaxe, 2004
- New and Collected Poems. Bloodaxe, 2008
- mit Ken Crandell: Shuck, Hick, Tiffey – Three libretti for children. Gatehouse, 2008
- The Burning of the Books. Circle Press, 2008
- The Burning of the Books and Other Poems. Bloodaxe, 2009
- In the Land of the Giants – for children. Salt, 2012
- Bad Machine. Bloodaxe, 2013
- The Photographer at Sixteen: The Death and Life of a Fighter. MacLehose, 2019[4]